# Sumeriska

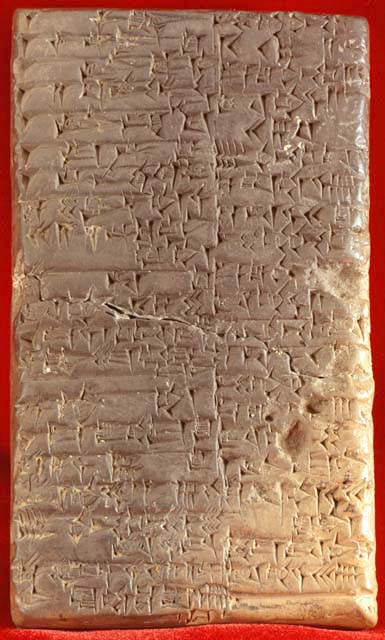
En sumerisk lertavla.

Sumeriska var det språk som talades i det forntida Sumer i södra Mesopotamien i nuvarande södra Irak omkring 3200-1700 f.Kr. som dog ut runt år 100 f.Kr. Det var kulturbärande språk i stadsstater som Ur, Uruk och Girsu. Sumeriskan var ett av de första språken för vilket ett skriftspråk utvecklades; sumerisk kilskrift utvecklades från omkring 3200 f.Kr. Perioden av skriftlig tradition på sumeriska omfattar omkring 3000 år.
De äldre sumeriska texterna är dock mycket korta. Längre texter finns bevarade först från nysumerisk tid mot slutet av det tredje årtusendet före vår tideräkning. Vid den här perioden började sumeriskan försvinna som talat språk och ersättas av akkadiska. Sumeriska levde dock kvar som litterärt språk i över 1000 år med samma status liknande den latin hade i Europa efter Romerska rikets fall. De flesta sumeriska texter är därför skrivna efter sumerisk tid i Assyrien och Babylonien.
Sumeriskan är inte släkt med något känt språk och betecknas därför som ett isolatspråk. Grammatiken är agglutinerande, med många ändelser som läggs till enskilda ordstammar. Sumeriskan är ett ergativt språk som markerar det grammatiska subjektet i en sats beroende på om satsen det ingår i är transitiv eller intransitiv, till skillnad från nominativ–ackusativa språk (som svenska), som istället markerar objektet i en sats om det utsätts för en handling.
Viktiga centrum för sumerisk kultur var stadsstaterna Ur, Uruk, Lagaš, Nippur, Eridu och Girsu.

## Sumeriska – ett isolerat fornorientaliskt språk

### Det äldsta skriftspråket

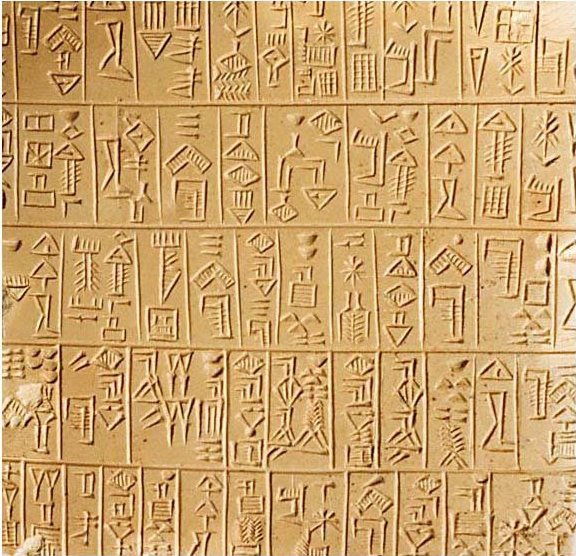
Sumerisk lista på gåvor vid en hög prästinnas tillträde i den forntida staden Adab (senare Bismaya, Irak)

Sedan åtminstone mitten av 4:e årtusendet spelade sumererna i Sydmesopotamien en avgörande roll för övergången till en högkultur, särskilt genom att omkring 3200 f.Kr. utveckla en skrift som kunde användas för ekonomi och förvaltning. Sumeriska tros vara ett av de tidigaste språken för vilket en skrift har uppfunnits; endast de äldsta egyptiska hieroglyferna når den sumeriska skriftens ålder och det debatteras fortfarande huruvida kilskriften var först. Om det fanns en förbindelse mellan kilskrift och hieroglyfer är en ouppklarad och hittills svårbevisad fråga.
Omkring 3200 f.Kr. övergick sumererna till att rita av eller rista de mönster som dittills ristats på siffermärken av bränd lera på större lerklumpar och förse dem med tilläggstecken. Från denna arkaiska form utvecklade sig på några få århundraden den mesopotamiska kilskriften – så kallad efter formen på dess tecken (i en senare form), som uppstod genom att skrivaren tryckte in en stylus med kilformad ände i den mjuka leran. Den har bevarats på lertavlor och andra material såsom stenstatyer och lertegel från byggnader, som upptäckts vid arkeologiska utgrävningar i vad som varit Mesopotamien. Denna skrift anpassade sedermera akkaderna, babylonierna, assyrierna, eblaiterna, elamiterna, hettiterna, hurriterna och urarteerna var och en till sina egna språk.
Ursprungligen utvecklades den sumeriska kilskriften som ideografisk eller logografisk skrift. Varje tecken motsvarade ett ord. Under loppet av några århundraden utvecklades efter rebusprincipen dessutom en form av stavelseskrift. Flera tecken för ett eller flera fonetiska stavelsevärden (mestadels V, KV, VK, KVK; V för vokal, K för konsonant) samordnades, och en logografisk-fonologisk skrift utvecklade sig. Ett exempel på detta är att ordet för pil, til, skrevs med en förenklad bild på en pil, vars kilskriftstecken senare även kom att användas för att skriva ordet för liv, som också var til.

#### Exempel
Den följande korta texten från den så kallade Gudea-cylindern illustrerar skillnaderna mellan transkribering av kilskriften och morfemuppdelning byggd på grammatisk analys.
| Kilskrift      |             |                |              |
| Transkribering | diĝir inana | nin-kur-kur-ra | nin-a-ni     |
| Analys         | dInana      | nin+kur+kur+ak | nin+ani+[ra] |

|           |          |               |
| gu3-de2-a | pa.te.si | šir.bur.la ki |
| Gudea     | ensi2    | Lagaški       |

|                            |
| ur-diĝir-ĝa2-tum3-du10-ke4 |
| ur+dĜatumdu+ak+e           |

|                     |             |
| e2-ĝir2-su.ki.ka-ni | mu-na-du3   |
| e2+Ĝirsuki+ak+ani   | mu+na+n+du3 |

Anmärkningar: diĝir och ki är här determinativa, som visas upphöjda vid analysen; pa.te.si och šir.bur.la är så kallade diri-sammansättningar vilket innebär att flera tecken används för att skriva ett enda ord. Assyriologer namnger i transkribering då tecknens vanligaste värden för att på så sätt få ned dem i latinska bokstäver.
Översättning: För Inana, härskarinnan över alla länder, sin härskarinna, har Gudea, stadsfursten av Lagash och väktare av Ĝatumdu, byggt sitt Ĝirsu-hus.

### Den sumerisk-akkadiska samexistensen
Genom hela tredje årtusendet spelade sumeriskan huvudrollen i Sydmesopotamien, med avbrott endast under det Akkadiska rikets tid (2350 – 2200 f.Kr. ), men även då var sumeriska ett viktigt språk som användes parallellt med akkadiska. Sumererna utsattes visserligen från omkring 2600 f.Kr. i allt större utsträckning för semitisk konkurrens (av akkaderna, som först fanns i norra Mesopotamien), men troligen var det inte så mycket en fientlig ställning mellan de båda folkgrupperna, som en i stor utsträckning fredligt fortlöpande assimilations- och integrationsprocess, som slutligen ledde till en samexistens mellan dessa folk och deras språk (det så kallade sumerisk-akkadiska språkliga konvergensområdet med ömsesidigt språkligt inflytande; se Edzard 2003). Sumerernas ursprung och hållningen till de semitiska pastoralisterna är en akademiskt omdebatterad fråga men den vanligaste hållningen är att det redan tidigt rått en fredlig samexistens, vilket kan utläsas av bl.a. lånord och akkadiska namn i tidiga sumeriska texter. Från 2000 f.Kr. förlorade dock sumeriskan långsamt sin betydelse och det sumeriska folket assimilerades med tiden helt med den – även genom ytterligare semitiska invandringar – växande akkadiska befolkningen. Troligen inföll slutet för sumeriskan som talat språk omkring 1700 f.Kr., allra senast 1600 f.Kr. Som språk inom kult, vetenskap, litteratur och officiella kungliga inskrifter användes det dock fortfarande länge. De sista sumeriska texterna härstammar från kilskriftsepokens slutfas (omkring 100 f.Kr.).

### Språkperioder och textarter
Sumeriskans tretusenåriga språkhistoria kan indelas i följande perioder:
1. Arkaisk sumeriska eller tidig sumeriska 3100–2600 f.Kr. Från denna period finns nästan bara ekonomi- och förvaltningstexter, fynd huvudsakligen från Uruk (faserna IVa och III) och Šuruppak. Från Jemdet Nasr-tiden finns det enstaka rättsliga texter och litterära kompositioner i arkaisk form. Då de grammatiska elementen – markeringar av grammatiska funktioner hos nomen och verb – bara enstaka gånger skrivs ut, ger texterna inte mycket upplysning om sumeriskans grammatiska struktur.
2. Gammalsumeriska 2600–2200 f. Kr. Övervägande ekonomi- och förvaltningstexter, första längre kungsinskrifterna, enstaka litterära texter. Huvudfyndort är Lagaš. Texterna från denna fas ger redan viss upplysning om den sumeriska grammatiken. Efter det semitiskt präglade akkadiska rikets tid (2350–2200 f.Kr.), som hänger samman med en stark tillbakagång av det sumeriska materialet, kommer en sumerisk renässans.
3. Nysumeriska 2200–2000 f.Kr. Den största fyndtätheten är från tiden för den tredje dynastin i Ur (Ur-III-tid); därtill kommer otaliga ekonomitexter från Lagaš, Umma och Ur. Några rätts- och processurkunder har bevarats. Av central betydelse är ensin Gudea av Lagashs omfångsrika, på cylindrar bevarade bygghymner (omkring 2130), som tillät en grundläggande grammatisk analys av sumeriskan (A. Falkenstein 1949/78).
4. Sensumeriska 2000–1700 f.Kr. Fortsatt användning av sumeriskan som talat språk i delar av Sydmesopotamien (området kring Nippur), och framför allt intensivt som skriftspråk för lag- och förvaltningstexter och kungliga inskrifter (ofta tvåspråkigt sumeriska-akkadiska). Många litterära texter, som bevarats muntligt från äldre tider, finner nu för första gången sin sumeriska skriftform, däribland även den sumeriska versionen av vissa delar av det kända Gilgamesheposet.
5. Eftersumeriska 1700–100 f.Kr. Sumeriskan användes inte längre som talat språk och trängs även som skriftspråk i stor utsträckning ut av akkadiskan (babyloniska i södra, assyriska i norra Mesopotamien). Den spelar i fortsättningen endast en roll som ett lärdoms- kult- och litteraturspråk. Dess långvariga betydelse visas dock av det faktum att ännu under 600-talet gör den assyriske kungen Assurbanipal sig bemärkt genom att kunna läsa sumeriska texter. Från den eftersumeriska tiden härstammar också en stor del av de tvåspråkiga lexikaliska listorna (akkadiska-sumeriska), som på 1800-talet möjliggjorde de första tolkningsförsöken av sumeriskan.

### Dialekter och sociolekter
Trots att en senare lexikalisk text listar en rad dialekter (eller snarare sociolekter) av sumeriskan, förblir förutom normalspråket eme-gi(r), vår tunga, endast sociolekten eme-sal, fin tunga, tydlig, och det bara i sensumerisk litterär tradition. Denna språkform används när kvinnliga väsen uttalar sig i litterära texter, medan berättande delar och männens tal är skrivna på normalspråket. De huvudsakliga skillnaderna mot normalspråket är en delvis ljudmässig omgestaltning av ordstammarna och morfologiska bildningselement, men även användning av ord som inte förekommer i huvuddialekten (till exempel mu-ud-na i stället för nital ”gemål”, mu-tin i stället för ki-sikil ”jungfru”). Hur detta skall tolkas är omstritt och ett flertal teorier finns men ingen har med säkerhet konstaterat att eme-sal är ett kvinnospråk, fastän en sådan slutledning är frestande.

### Återupptäckandet av sumeriskan

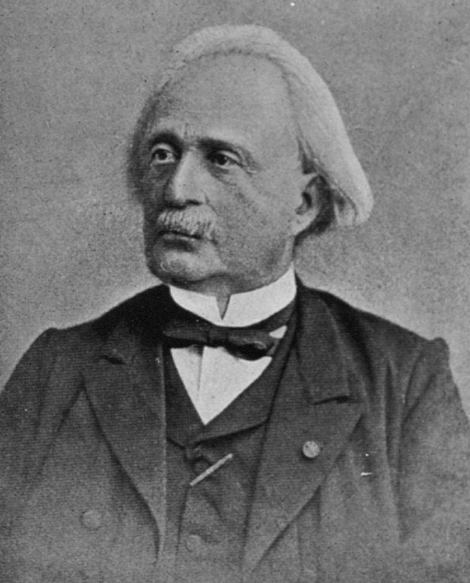
Jules Oppert

Vid början av vår tideräkning gick varje kunskap om sumeriskan och kilskriften förlorad. I motsats till assyrierna, babylonierna och egyptierna, vilkas verk är brett dokumenterade i den klassiska forntidens historieskrivning, finns det ingen hänvisning till sumerernas existens i dessa berättelser. Med tolkningen av kilskriften från början av 1800-talet blev till att börja med tre språk upptäckta: den semitiska akkadiskan (i dess babyloniska form), den indoeuropeiska fornpersiskan samt elamitiskan (ett isolerat språk i nuvarande sydvästra Iran). Först senare identifierades ett fjärde språk inom den babyloniska texten, som Jules Oppert 1869 som den förste betecknade ”sumeriska” (efter akkadiska šumeru). Sumerernas egen beteckning för sitt språk var eme-gi(r), som kanske betyder ”inhemskt språk”. De kallade sitt land kengir. Språkets existens och benämning var dock under en längre tid omstridda, och först 20 år senare - efter fynd av tvåspråkiga texter i Nineve samt genom de rikliga textfynden i Lagaš genom arkeologerna Ernest de Sarzec och Léon Heuzey - kunde det beläggas invändningsfritt av François Thureau-Dangin. Den senare öppnade slutligen sumeriskan för vetenskaplig utforskning med sitt verk ’’Die sumerischen und akkadischen Königsinschriften’’ (1907).

### Förhållande till andra språk
Det finns talrika försök att visa en släktskap mellan sumeriskan och andra språk eller språkfamiljer. Språkvetare har föreslagit släktskap med dravidiska, kaukasiska, altaiska och uraliska språk, baskiska, kurdiska, tibetanska, fornpersiska och till och med austroasiatiska språk och bantuspråk. I den aktuella diskussionen om makrofamiljer ser vissa forskare sumeriskan som en kandidat för den dene-kaukasiska makrofamiljen, som skulle omfatta de sinotibetanska och kaukasiska språken, jenisejspråken och na-dene-språken samt burushaski, baskiska och sumeriska, som hittills har betraktats som isolerade. På senare tid finns det också enstaka forskare som snarare vill räkna sumeriskan till den nostratiska makrofamiljen.
Inget av dessa förslag, inte heller den dene-kaukasiska makrofamiljen, och ännu mycket mindre den nostratiska hypotesen, har hittills kunnat övertyga forskarvärlden. Följaktligen betraktas sumeriskan tills vidare av de flesta som ett isolerat språk. Om det i förhistorisk tid fanns språk som var besläktade med sumeriskan så har dessa inte blivit skriftligt fixerade och är därmed förlorade för en jämförelse.

### Föregångare och grannar till sumererna
Om sumererna var autoktona i södra Mesopotamien eller invandrade dit, kanske under loppet av det fjärde årtusendet, har tills nu inte säkert avgjorts. Det är mycket svårt att koppla ett eventuellt uppträdande av sumerer i södra Mesopotamien till bestämda arkeologiska horisonter eller utvecklingar. Den äldsta sumeriska språkforskningen (exempelvis Falkenstein) utgick från att sumererna inte var autoktona i södra Mesopotamien, utan hade invandrat först under fjärde årtusendet f.Kr. och överlagrat en där bosatt förbefolkning. Det skulle bekräftas av ett så kallat försumeriskt substrat (ibland kallat ”protoeufratiska”). Från detta skikt skulle de stadsnamn som inte kunde förklaras som sumeriska, som Ur, Uruk (Unug), Larsa och Lagaš, gudanamn som Nanše och Gatumdu, men också jordbruksbegrepp som apin ”plog”, engar ”plöjare”, ulušin ”emmerveteöl”, nimbar ”dadelträd”, nukarib ”trädgårdsmästare”, taskarin ”buxbom” (därav latinets taxus) och beteckningar från metallbearbetningens område som simug ”smed” och tibira ”bleckslagare” stamma, vilket naturligt framkastar vissa frågor om sumerernas kulturtillstånd vid invandringen till Mesopotamien.
Idag betraktas en ”försumerisk” tolkning av de ovan nämnda exemplen på inget sätt som säker, då det saknas tillräcklig kunskap om hur ett ”sumeriskt” eller ett ”ickesumeriskt” ord kan ha sett ut under första hälften av tredje årtusendet. Forskare under det tidiga skedet ansåg ofta att flerstaviga ord var ”osumeriska”. Denna uppfattning har visat sig snarare vara en myt.
G Rubio säger om detta (1999): ”Det finns inget monolitiskt substrat som har lämnat spår efter sig i det sumeriska ordförrådet. Allt vad man kan upptäcka är ett komplext nät av lån, vilkas riktning man ofta har svårt att bestämma.”
Med de nämnda semitiska akkaderna ingick sumererna mer och mer i en symbios, som naturligt också innebar ömsesidiga påverkningar av de båda språken. Detta beträffar ordföljd, fonetik, kasussystemet och framför allt ömsesidiga lånord; omkring 7% av akkadiskans ordförråd är lånord från sumeriskan, men även i sumeriskans ordförråd fanns under den senare perioden en 3-4-procentig akkadisk andel.
Dessutom kan framför allt elamiterna i området Khuzestan vid Persiska viken (idag sydvästra Iran) nämnas, vilkas kultur och ekonomi redan från början av tredje årtusendet influerades av den sumeriska högkulturen. Detta hade också påverkan på elamitiskans skriftsystem, där förutom egna utvecklingar även Mesopotamiens skriftformer övertogs och anpassades. Ett omvänt inflytande från Elam på Sumer är knappast bevisbart.
Något inflytande på sumeriskan från de ”främmande folken”, lulubi, guti och andra, som i faser under tredje årtusendet behärskade Sumer, är inte heller påtagligt. Dessa folks språk är å andra sidan så gott som obekanta.

## Språktyp
Denna kortframställning av sumeriskan koncentrerar sig på nominal- och verbalmorfologin. Endast de grammatiska standardfenomenen behandlas. Endast i enstaka fall hänvisas till undantag och särfall. Framställningen baseras framför allt på grammatikerna av D.O. Edzard (2003) och G. Zólyomi (2005).
Vid framställningen av de sumeriska formerna avstås från att ange grafemvarianter (skiljaktiga kilskriftstecken) och i stället för dessa används en normaliserad form utan accenter, index och fonetiska tillägg (så även Zólyomi 2005). Denna metod underlättar för icke-kilskriftskunniga väsentligt förståelsen av de lingvistiska aspekter, som det här framför allt handlar om.
En kortfattad karakterisering av sumeriskan är att språket är ett agglutinerande split-ergativspråk med genus (person- och sakklasser). (Split-ergativitet betyder att ergativkonstruktionen inte används genomgående, utan i bestämda sammanhang även den i europeiska språk bekanta nominativ-ackusativ-konstruktionen.) Verbet står i slutet av satsen, andra satsdelars position är avhängig av olika faktorer och nominal- och verbalfras är nära sammanfogade.
Det finns ingen utpräglad skillnad mellan ordklasserna substantiv och verb, utan samma stammar eller rötter (många är enstaviga) kan användas för båda funktioner. Exempelvis betyder dug såväl ”tal” som ”tala”. Den aktuella funktionen blir tydlig genom funktionsmarkörerna (morfem som markerar grammatiska funktioner) och ställningen i satsen, medan stammarna förblir oförändrade. Det finns i synnerhet inga infix (som till exempel finns i akkadiskan).
Flertydigheten (homofonin) hos många stavelser i den kilskrift som sumeriskan använder kunde få en att förmoda att sumeriskan var ett tonspråk, där olika tonhöjder fungerade betydelseskiljande. Emot detta talar dock att det i övrigt inte finns några tonspråk i området. Det kan också vara så att en större rikedom på fonem än den som idag kan rekonstrueras ur skriften döljs av bristerna i detta skriftsystem.
Då sumeriskan har varit utdöd länge och har bevarats i ett ofta inte entydigt uttydbart skriftsystem, låter sig fonologi och morfologi endast beskrivas approximativt. Detta kan också förklara varför det fortfarande finns starkt skiljaktiga teorier om verbalmorfologin (särskilt om prefixsystemet för finita verb).

## Fonem
Fonembeståndet är – såvitt språkvetarna har kunnat utläsa av skriften – ganska enkelt. Det består av fyra vokaler /a,e,i,u/ och 16 konsonanter:
| Transkribering | b | d | g |  | p  | t  | k  |  | z  | s | š | ḫ |  | r | r̂   | l | m | n | ĝ |
| Uttal          | p | t | k |  | pʰ | tʰ | kʰ |  | ts | s | š | x |  | r | (?) | l | m | n | ŋ |

Fonemet /r̂/ (eller även /dr/) läser B. Jagersma och G. Zólyomi som en aspirerad affrikata [tsʰ]. Då det uppträder i akkadiska lånord som [r], är denna analys omstridd.
Flera vetenskapsmän (bland andra Edzard (2003)) utgår från existensen av ett [h]-fonem. Detta fonems exakta uttal, om det var laryngalt eller faryngalt, är dock lika ouppklarat som frågan om fler fonem.

## Nominalmorfologi

### Person- och sakklasser
Sumeriskan har ett genussystem, som skiljer mellan animata och inanimata ord. Djur hör i regel till inanimata, men kan bli animata om till exempel en fabel så kräver. Detta tvåklassystem påverkar bland annat konjugation och pluralbildning. Det grammatiska genuset framgår inte av ordets form, men är ofta uppenbart om man vet dess betydelse. Inanimata ord kan till exempel inte vara aktörer i ergativa satser och får aldrig ergativsuffixet -e, medan animata ord inte kan stå i lokativ och därav inte får lokativändelse.

### Pluralbildning
Sumeriskan har två numerus: singular, som är omarkerat, och plural. Plural markeras endast vid nomen som tillhör personklassen. Pluralmarkören (morfemet för markering av plural) är fakultativ och lyder /-ene/, efter vokaler /-ne/. Vid räkneordsattribut bortfaller markeringen och vid nomen av sakklassen förblir pluralen som sagt omarkerad.
Pluralen kan – även som tillsats till markören – bildas genom dubbelsättning av substantivet eller det efterställda adjektivattributet. Vid nomen av sakklassen kan attributet -hi.a (egentligen particip av hi ”blanda”) ta över funktionen av en pluralbildning.
Exempel på pluralbildning
| Sumeriska  | Svenska                                                    |
| ---------- | ---------------------------------------------------------- |
| diĝir-ene  | gudarna (PK)                                               |
| lugal-ene  | kungarna (PK)                                              |
| lugal-umun | sju kungar (markören bortfaller, då ett talord förekommer) |
| bad        | muren, murarna (SK, därför utan kännetecken)               |
| du-du      | orden, alla ord (totalisering)                             |
| kur-kur    | bergen, främmande länder; alla berg, främmande länder      |
| šu-šu      | händerna                                                   |
| a-gal-gal  | de stora (gal) vattnen (a)                                 |
| udu-hi-a   | flera får (SK)                                             |

### Ergativitet
Sumeriskan är ett ergativt språk. Det har alltså olika kasus för agens (subjektet) till ett transitivt verb och subjektet till ett intransitivt verb. Det första kasuset heter ergativ, det andra absolutiv, som dessutom används för objektet (patiens) för ett transitivt verb.
- Ergativ > Agens (subjekt) till transitiva verb
- Absolutiv > Subjekt till intransitiva verb och direkt objekt (patiens) till transitiva verb

Exempel på ergativkonstruktion (verbformerna förklaras i avsnittet Verbalmorfologi)
| Sumeriska               | Svenska                                | Förklaring                                                           |
| ----------------------- | -------------------------------------- | -------------------------------------------------------------------- |
| lugal-Ø mu-ĝen-Ø        | kungen (lugal) kom (mu-ĝen)            | intransitivt verb: subjekt (lugal) i absolutiv                       |
| lugal-e bad-Ø i-n-sig-Ø | kungen rev ned (i-n-sig-Ø) muren (bad) | transitivt verb: agens (lugal-e) i ergativ, objekt (bad) i absolutiv |

När som i sumeriskan ergativkonstruktionen inte används genomgående, utan delvis även nominativ-ackusativ-konstruktionen används, kallas detta för ”kluven ergativitet” eller ”split-ergativitet”.
Ergativisk konstruktion och nominativ-ackusativ-konstruktion i jämförelse
|                            | Subjekt transitivt verb | Subjekt intransitivt verb | Objekt transitivt verb |
| -------------------------- | ----------------------- | ------------------------- | ---------------------- |
| Ergativ-absolutiv-schema   | Ergativ                 | Absolutiv                 | Absolutiv              |
| Nominativ-ackusativ-schema | Nominativ               | Nominativ                 | Ackusativ              |

### Kasusbildning
Sumeriskan har nio kasus. Av dessa bildar nomen i personklassen sju och de i sakklassen åtta. Kasusmarkörerna (morfem för markering av kasus) är identiska i singular och plural och står vid slutet av en nominalfras (se nedan), i synnerhet efter pluralmarkören /-ene/. Deklinationen av substantiven lugal 'kung' och ĝeš ’träd’ lyder som följer:
Exempel: Deklination genom kasusmarkör
| Kasus      | lugal        | ĝeš     | Funktion/ Betydelse                                               |
| ---------- | ------------ | ------- | ----------------------------------------------------------------- |
| Absolutiv  | lugal-Ø      | ĝeš-Ø   | subjekt till intransiva verb / direkt objekt till transitiva verb |
| Ergativ    | lugal-e      | (ĝeš-e) | agens (subjekt) till transitiva verb (nästan uteslutande PK)      |
| Genitiv    | lugal-ak     | ĝeš-ak  | kungens / trädets                                                 |
| Ekvativ    | lugal-gin    | ĝeš-gin | som en kung / ett träd                                            |
| Dativ      | lugal-ra     | -       | för kungen (endast PK)                                            |
| Direktiv   | -            | ĝeš-e   | fram till trädet (endast SK)                                      |
| Terminativ | lugal-še     | ĝeš-še  | i riktning mot kungen / trädet                                    |
| Komitativ  | lugal-da     | ĝeš-da  | tillsammans med kungen / trädet                                   |
| Lokativ    | -            | ĝeš-a   | vid trädet (endast SK)                                            |
| Ablativ    | -            | ĝeš-ta  | bort från trädet (endast SK)                                      |
| Plural     | lugal-ene-ra | -       | för kungarna (kasusmarkör efter pluralmarkör)                     |

Dessa kasus korresponderar vid verbet med bestämda pronominala prefix eller suffix. Komplicerade kontraktionsregler i samspel med följderna av stavelseskriften förändrar kasusmarkörerna delvis mycket starkt. Detta kan inte gås in på här (jämför Falkenstein 1978, Edzard 2003). Hos Zólyomi 2004 blir kasusen något annorlunda betecknade och delvis sammanfattade.
Genitivattributet följer i regel sin regens (bestämningsord), alltså
- till exempel   dumu-an-ak   ”(himmelsguden) Ans döttrar (dumu)”

### Enklitiska possessivpronomina
Konstruktioner som ”min mor” uttrycks i sumeriskan genom pronominala possessiva enklitika. Dessa enklitika är:
|          | 1. Person | 2. Person | 3. Person              |
| -------- | --------- | --------- | ---------------------- |
| Singular | -ĝu       | -zu       | (-a-)ni (PK), -bi (SK) |
| Plural   | -me       | -zu-ne-ne | (-a)-ne-ne             |

Exempel på possessivbildning
| Sumeriska    | Svenska                |
| ------------ | ---------------------- |
| ama-zu       | din mor                |
| dub-ba-ni    | hans/hennes skrivtavla |
| ama-za(-k)   | din mors (genitiv)     |
| dub-ba-ni-še | till hans/hennes tavla |

Exemplen visar att det possessiva enklitikat står före kasusmarkören. -zu blir till exempel före /a/ till -za (3:e exemplet).

### Nominalfraser
För alla nominalfraser (i sumeriskan även benämnda nominalkedjor) finns det en exakt fastlagd positionsföljd. Följden lyder:
- 1 frashuvud + 2 adjektiv/particip + 3 numeralia + 4 genitivattribut + 5 relativsatser + 6 possessor + 7 pluralmarkör + 8 appositioner + 9 kasusmarkör

Naturligtvis måste inte alla positioner vara besatta. Positionerna (2), (4), (5) och (8) kan i sin tur besättas genom komplexa fraser, så att flerdubbla inskott och mycket komplexa konstruktioner kan uppkomma.
En nominalfras enskilda positioner kan besättas som följer:
| Pos | Beteckning        | Besättningsmöjligheter                                                                 |
| --- | ----------------- | -------------------------------------------------------------------------------------- |
| 1   | Huvud             | nomen, sammansatta ord, pronomen; nominaliserade infinita verbformer                   |
| 2   | Adjektiv/particip | adjektiv; infinita verbformer (använda attributivt)                                    |
| 3   | Numeralia         | räkneord; (om denna position är besatt måste position 7 förbli tom)                    |
| 4   | Genitivattribut   | nominalfraser med genitiv-kasusmarkör (se ovan)                                        |
| 5   | Relativsatser     | finita satser med underordnad (avhängig) verbform                                      |
| 6   | Possessor         | possessiva pronominala enklitika (se ovan)                                             |
| 7   | Pluralmarkör      | pluralmarkör /-ene/ (endast om huvudet tillhör PK och inte är utvidgat genom räkneord) |
| 8   | Appositioner      | nominalfraser, som i sin tur kan bestå av positionerna 1 till 7                        |
| 9   | Kasusmarkör       | kasusmarkörer (se ovan "kasusbildning")                                                |

Dessutom är en så kallad ”anticipatorisk genitivkonstruktion” möjlig, där genitivfrasen (position 4) föregår den övriga nominalfrasen, men blir upprepad genom ett resumptivt possessivpronomen (i position 6). Ett exempel på detta är exempel 11 i den följande översikten.
Exempel på sumeriska nominalkedjor: siffrorna före beståndsdelarna syftar på positionen i kedjan. Man bör beakta inskotten.
| Exempel. | Sumeriska                       | Analys / Översättning |
| -------- | ------------------------------- | --- |
| 1        | dumu saĝ An-ak                  | 1 dotter + 2 förstfödda + 4 [1 An + 9 GEN] |
|          |                                 | ”Ans förstfödda dotter” |
| 2        | ama-ani-ra                      | 1 mor + 6 POSS + 9 DAT |
|          |                                 | ”för sin mor” |
| 3        | e libir-eš                      | 1 hus + 2 gammal + 9 TERM |
|          |                                 | ”till det gamla huset” |
| 4        | sipa anše-ak-ani                | 1 herde + 4 1 åsna + 9 GEN + 6 POSS |
|          |                                 | ”hans åsnans herde” = ”hans åsneherde” |
| 5        | bad Lagaški-ak-a                | 1 mur(ar) + 4 [1 Lagašort + 9 GEN] + 9 LOK |
|          |                                 | ”i Lagašs murar” (plural inte kännetecknad) |
| 6        | e inr̂u-a-a                      | 1 hus + 5 [han har byggt + SUBORD (-a)] + 9 LOK |
|          |                                 | ”i huset, som han har byggt” |
| 7        | dumu dEnlil-ak-ak               | 1 [1 son + 4 [1 gudEnlil + 9 GEN] + 9 GEN |
|          |                                 | ”(guden) Enlils sons” |
| 8        | ama dumu zid-ani-ene-ak-ra      | 1 mor + 4 [1 son + 2 sann + 6 hans + 7 PL + 9 GEN] + 9 DAT                                                                                                  |
|          |                                 | ”för modern till hans sanna (= legitima) söner” |
| 9        | ama dumu zid lugal-ak-ene-ak-ra | 1 mor + 4 [1 son + 2 sann + 4 [1 kung + 9 GEN] + 7 PL + 9 GEN] + 9 DAT                                                                                      |
|          |                                 | ”för modern till kungens sanna (= legitima) söner” |
| 10       | kaskal lu du-bi nu-gi-gi-ed-e   | 1 stig + 2 [1 man + 2 gå (particip presens-futurum) + 7 dess (syftar på stigen)] + inte (nu-)-återvända (gi-gi)-particip presens/futurum (-ed) + 9 DIR (-e) |
|          |                                 | ”på en stig, från vilken någon, som går på den, inte återvänder”                                                                                            |
| 11       | lugal-ak dumu-ani-ra            | (anticipatorisk genitivkonstruktion) 4 [1 kung + 9 GEN] + 1 son + 6 hans (syftar på kungen) + 9 DAT                                                         |
|          |                                 | ”för kungens son” (med särskild betoning på ”kungens”) |

Exemplen visar hur komplext inpackade nominalkedjor kan bli. Fogningens höga regelbundenhet underlättar dock tolkningen.

### Nominalfrasstruktur i andra språk som jämförelse
| Exempel | Språk      | Nominalfras       | Analys                   | Översättning      |
| ------- | ---------- | ----------------- | ------------------------ | ----------------- |
| 1       | Sumeriska  | šeš-ĝu-ene-ra     | bror - POSS - PL - KASUS | för mina bröder   |
| 2       | Mongoliska | minu aqa-nar-dur  | POSS - bror - PL - KASUS | för mina bröder   |
| 3       | Turkiska   | kardeş-ler-im-e   | bror - PL - POSS - KASUS | till mina bröder  |
| 4       | Ungerska   | testvér-ei-m-nek  | bror - Pl - POSS - KASUS | för mina bröder   |
| 5       | Finska     | talo-i-ssa-ni     | hus - PL - KASUS - POSS  | i mina hus        |
| 6       | Burushaski | u-mi-tsaro-alar   | POSS - mor - PL - KASUS  | till deras mödrar |
| 7       | Baskiska   | zahagi berri-etan | lägel - ny - KASUS+PL    | i de nya läglarna |

Dessa exempel (nummer 1–5 kommer från Edzard 2003) visar att mycket olika typer av nominalfraser är möjliga i agglutinerande språk, vad beträffar deras elements ordningsföljd. Hos alla nämnda och de flesta andra agglutinerande språk gäller dock att morfemens ordningsföljd är underkastad en fast regel.

### Självständiga personliga pronomen
Det självständiga personliga pronomenet lyder i sumeriskan:
|           | Singular |                    | Plural       |    |
| --------- | -------- | ------------------ | ------------ | -- |
| 1. Person | ĝe       | jag                |              |    |
| 2. Person | ze       | du                 |              |    |
| 3. Person | ane, ene | han, hon, den, det | anene, enene | de |

Första och andra person plural ersätts genom omskrivande konstruktioner. Det självständiga personliga pronomenet har ingen ergativform, och har alltså samma form som subjekt för transitiva och intransitiva verb. Sumeriskans pronominalsystem använder sig alltså ej helt och hållet av ergativ, och detta bidrar till att språket anses ha ett kluvet ergativt system.

## Verbalmorfologi
Konstruktionen av det finita sumeriska verbet är ytterst komplex, då talaren förutom de vanliga tempus-subjekt-beteckningarna kan placera modala differentieringar, hänvisningar till handlingens riktning, tillbakasyftningar på nominalfrasen och pronominala objekt för handlingen i verbalformen. Verbalbildningen i sumeriskan kan kallas för polysyntetisk. (Grundstrukturen hos den sumeriska verbformen har typologiskt stor likhet med verbalkonstruktionen i burushaski. Fördelningen av funktioner för de pronominala suffixen och prefixen vid transitiva och intransitiva verb är nästan identisk. Dock är tempussystemet i sumeriskan väsentligt enklare.)
Liksom vid nominalkedjan (se ovan) är de aktuella morfemens position exakt fastlagd. Den praktiska analysen blir ändå krånglig, då omfångsrika kontraktions- och assimilationsregler och grafiska egenheter måste beaktas. Många "svaga" formanter som /-e-/ kan också helt enkelt bortfalla.
Framställningen av verbalmorfologin följer Zólyomi 2005.

### De 14 positionerna eller slots hos en sumerisk verbform
Framför verbalbasen (verbstamform, se nedan) kan tio olika prefix uppträda, bakom verbalbasen kan upp till tre suffix uppträda. Det sumeriska verbet har alltså – inklusive verbalbasen – 14 positioner, på vilka morfem kan sättas in som bär en bestämd betydelsefunktion, och av vilka sedan verbformens sammantagna betydelse framgår. Sådana positioner kallas ibland ”slots” (ett begrepp ur den grammatiska teorin om tagmemik). Naturligtvis finns det ingen konkret sumerisk verbform, där alla positioner eller slots är besatta. Många besättanden utesluter varandra.
I den nedanstående tabellen listas sumeriska verbformers slots och i de följande avsnitten förklaras de i tur och ordning. För att göra framställningen mer lättillgänglig är dock förklaringsordningen inte identisk med ordningen av slots.
Det sumeriska verbets slots
| Slot | Besättande                                                                            |
| ---- | ------------------------------------------------------------------------------------- |
| 1    | Negations-, sekvens- eller modalprefix                                                |
| 2    | Koordinationsprefix /nga/                                                             |
| 3    | Ventivprefix /mu/ eller /m/                                                           |
| 4    | Mediumprefix /ba/                                                                     |
| 5    | Pronominal-adverbiellt prefix (med avseende på första uppträdande adverbiella prefix) |
| 6    | Adverbiellt prefix 1 – Dativ /a/                                                      |
| 7    | Adverbiellt prefix 2 – Komitativ /da/                                                 |
| 8    | Adverbiellt prefix 3 – Ablativ /ta/ eller terminativ /ši/                             |
| 9    | Adverbiellt prefix 4 – Lokativ /ni/ eller direktiv /i/ respektive /j/                 |
| 10   | Pronominalt prefix                                                                    |
| 11   | Verbalbas (se verbalklasser)                                                          |
| 12   | Presens-futurum-markör /ed/ eller /e/                                                 |
| 13   | Pronominalt suffix                                                                    |
| 14   | Subordinator /-a/: Nominalisering av verbformen                                       |

Det protetiska prefixet /i-/ kan uppfattas som tillhörande ”slot 0”. Detta används alltid om annars endast en enstaka konsonant vore närvarande som prefix, om ordet skulle börja med två konsonanter eller om annars inget prefix är närvarande men verbformen skall vara finit.

### Tempus-Aspekt
Sumeriskan har inga absoluta tempus, utan ett relativt tempus-aspekt-system. ”Presens-futurum” (även kallat ”imperfektiv”) betecknar – relativt till en relationspunkt – samtidiga eller efterkommande ännu inte avslutade handlingar. ”Preteritum” (även ”perfektiv”) uttrycker föregående avslutade sakförhållanden. Tillståndsverb bildar endast preteritum.
Tempusen presens-futurum och preteritum urskiljs i indikativ genom skilda affix i slots 10 och 13, verbalbasens form (slot 11) och presens-futurum-markören /-ed/ i slot 11. Alla tre känneteckensmöjligheter kan inte uppträda i en form.

### Verbalbaser och verbalklasser (slot 11)
De sumeriska verben kan efter formen på deras verbalbaser (verbstamformer) indelas i fyra klasser:
- Oföränderliga verb: dessa verb har samma bas för presens-futurum och preteritum (ungefär 50%–70% av alla verb)
- Reduplicerande verb: Basen redupliceras i presens-futurum, dessutom kan olika förändringar uppträda.
- Utvidgande verb: Presens-futurum-basen utvidgas i förhållande till preteritumbasen med en konsonant.
- Suppletiva verb: Presens-futurum använder en helt annan bas än preteritum.

Dessutom används hos vissa verb vid agens eller subjekt i plural en annan bas än vid agens eller subjekt i singular. Detta leder till i princip fyra ”stamformer” för verbalbasen, som blir tydligt i de följande exemplen.
Exempel på verbalbas
| Verb               | Betydelse | Pret sg | Pret pl  | Pres-fut sg | Pres-fut pl | Klass          |
| ------------------ | --------- | ------- | -------- | ----------- | ----------- | -------------- |
| šum                | ge        | šum     | šum      | šum         | šum         | oföränderlig   |
| gu                 | äta       | gu      | gu       | gu          | gu          | oföränderlig   |
| ge                 | återvända | ge      | ge       | ge-ge       | ge-ge       | reduplicerande |
| kur                | gå in     | kur     | kur      | ku-ku       | ku-ku       | reduplicerande |
| naĝ                | dricka    | naĝ     | naĝ      | na-na       | na-na       | reduplicerande |
| e                  | gå ut     | e       | e        | ed          | ed          | utvidgande     |
| te                 | närma sig | te      | te       | teĝ         | teĝ         | utvidgande     |
| ĝen/er(e)/du/su(b) | gå        | ĝen     | er(e)    | du          | su(b)       | suppletiv      |
| dug/e              | tala      | dug     | e        | e           | e           | suppletiv      |
| gub/šu(g)          | stå       | gub     | šu(g)    | gub         | šu(g)       | suppletiv      |
| til/se             | leva      | til     | se (sig) |             |             | suppletiv      |
| uš/ug              | dö        | uš      | ug       |             |             | suppletiv      |

Valet av olika verbalbaser kan alltså ha två funktioner:
- 1. Att markera presens-futurum i motsats till preteritum.
- 2. Att markera pluralt subjekt i motsats till singulärt.

### Pronominala suffix i slot 13
Det finns två former av pronominala suffix, som används i slot 13 (rad A och B). De skiljer sig dock endast i tredje person:
|       | 1.sg. | 2.sg. | 3.sg. | 1.pl.  | 2.pl.  | 3.pl. |
| ----- | ----- | ----- | ----- | ------ | ------ | ----- |
| Rad A | -en   | -en   | -e    | -enden | -enzen | -ene  |
| Rad B | -en   | -en   | -Ø    | -enden | -enzen | -eš   |

I presens-futurum betecknar de pronominala suffixen i rad A ett transitivt verbs agens och de i rad B ett intransitivt verbs subjekt, vilket (fram till slutet av 3:e årtusendet normalt) får ett /ed/ i slot 12.
I preteritum används endast de pronominala suffixen i rad B. De markerar det intransitiva subjektet och objektet för transitiva verb, och dessutom plural agens.

### Pronominala prefix i slot 10
De pronominala prefixen i slot 10 betecknar agens i preteritum (endast singularformerna används, se konjugationsschemat för preteritum) och det direkta objektet i presens-futurum. Formerna i första och andra person är inte belagda i plural:
| 1.sg.    | 2.sg.    | 3.sg.PK | 3.sg.SK   | 3.pl.       |
| -------- | -------- | ------- | --------- | ----------- |
| j, e (?) | j, e (?) | n       | b eller Ø | nne eller b |

### Presens-futurummarkör /-ed/ i slot 12
Om verbalbasen inte har någon särskild form för presens-futurum skiljer endast /ed/ i slot 12 den intransitiva presens-futurum från intransitiv preteritum.

### Konjugationsschema för presens-futurum (imperfektiv)
Därmed får presens-futurum följande konjugationsschema: (PF = presens-futurum)
| Slot        | Slot 10     | Slot 11 | Slot 12   | Slot 13                      |
| Funktion    | Objekt      | Bas     | PF-markör | Agens / intransitivt subjekt |
| ----------- | ----------- | ------- | --------- | ---------------------------- |
| transitiv   | pron. pref. | PF-bas  |           | pron. suff. rad A            |
| intransitiv |             | PF-bas  | /ed/      | pron. suff. rad B            |

### Konjugationsschema för preteritum (perfektiv)
Pronominalprefixen i slot 13, rad B (se ovan för formerna) markerar i preteritum subjektet för det intransitiva och det direkta objektet för det transitiva verbet.
Ett transitivt verbs agens i preteritum uttrycks i singular genom formerna för det pronominala prefixet i slot 10 (se ovan för formerna), i plural likaså genom singularprefixen i slot 10 och dessutom genom pluralsuffixen från slot 13 rad B (se ovan för formerna). I detta fall (agens i plural) kan ett pronominalt objekt inte bli markerat, då slot 13 är besatt. Således blir resultatet för preteritum följande konjugationsschema:
| Slot                | Slot 10       | Slot 11  | Slot 13                         |
| Funktion            | Agens         | Basis    | intr. subj./ obj. / plur. agens |
| ------------------- | ------------- | -------- | ------------------------------- |
| intransitiv         |               | Pret-bas | Subjekt: pron. suff. rad B      |
| transitiv sg. Agens | pron.pref.    | Pret-bas | Objekt: pron. suff. rad B       |
| transitiv pl. Agens | pron.pref.sg. | Pret-bas | Agens: pron. suff. rad B pl.    |

### Sammanfattning av konjugationerna
Följande tabell framställer schematiskt konjugationen av sumeriska verb i tempus presens-futurum och preteritum.
| Tempus     | Trans/Intrans | Slot 10              | Slot 11   | Slot 12   | Slot 13                      |
| ---------- | ------------- | -------------------- | --------- | --------- | ---------------------------- |
|            |               | pron. prefix         | Verbalbas | PF-markör | Pron. suffix                 |
| Pres-fut   | transitiv     | Objekt: pron. pref.  | PF-bas    |           | Agens: pron. suff. rad A     |
|            | intransitiv   |                      | PF-bas    | /ed/      | Subjekt: pron. suff. rad B   |
| Preteritum | transitiv Sg. | Agens: pron.pref.    | Pret-bas  |           | Objekt: pron. suff. rad B    |
|            | transitiv Pl. | Agens: pron.pref.Sg. | Pret-bas  |           | Agens: pron. suff. rad B Pl. |
|            | intransitiv   |                      | Pret-bas  |           | Subjekt: pron. suff. rad B   |

### Split-ergativitet och sumeriskans verbsystem
Presens-futurum använder i första och andra person faktiskt ett nominativ-ackusativsystem, då agens och intransitivt subjekt betecknas med samma pronominala suffix i slot 13, medan prefixen i slot 10 kännetecknar objektet. I tredje person finns det ett ergativsystem med olika affix för agens och intransitivt subjekt.
Preteritum använder genomgående ett ergativsystem: Intransitivt subjekt och direkt objekt använder samma pronominala suffix från rad B i slot 13.

### De adverbiella prefixen i slot 6–9
I slots 6–9 kan adverbiella prefix uppträda, som tillåter adverbiella utvidgningar av handlingsförloppet.
| Slot     | Slot 6 | Slot 7    | Slot 8 A | Slot 8 B   | Slot 9 A | Slot 9 B |
| Funktion | Dativ  | Komitativ | Ablativ  | Terminativ | Lokativ  | Direktiv |
| -------- | ------ | --------- | -------- | ---------- | -------- | -------- |
| Prefix   | a      | da (di)   | ta (ra)  | ši         | ni       | i / j    |

I slots 8 respektive 9 kan endast endera av de båda varianterna vara realiserad. Framför lokativprefixet /ni/ kan komitativprefixet bli /di/, och intervokaliskt (mellan två vokaler) kan ablativprefixet bli /ra/.

### Pronominala prefix i slot 5
De pronominala prefixen i slot 5 refererar till det första adverbiella prefixet i slots 6-9 och blir återupptagna av detta. De lyder:
| Person | 1.sg. | 2.sg.    | 3.sg.PK | 1.pl. | 2.pl. | 3.pl. |
| ------ | ----- | -------- | ------- | ----- | ----- | ----- |
| Prefix | j (?) | ir, j, e | nn, n   | me    | ene   | nne   |

Vid användningen av dessa prefix finns det flera undantag och särfall, delvis används prefixen för slots 3 och 4 som ersättning. Framför dativ- och direktivprefix används i första person singular en form av ventivprefixet /mu/ (se nedan slot 2). Som ersättning för det felande prefixet i tredje person singular sakklassen tjänar mediumprefixet /ba/ (se nedan slot 4). Före prefixen /jr/, /nn/, /nne/ i initial position sätts ett protetiskt (framförställt) /i-/.

### Mediumprefix /ba/ i slot 4
”Mediumprefixet” /ba/ i slot 4 uttrycker att handlingen omedelbart berör det grammatiska subjektet eller dennes intressen. /ba/ har också en sekundär funktion som ersättning för det pronominala prefixet i slot 5 i tredje person singular sakklassen (sista exemplet).
Exempel på mediumprefixet /ba/
| Verbform      | Analys 1                                 | Analys 2                                      | Betydelse                  |
| ------------- | ---------------------------------------- | --------------------------------------------- | -------------------------- |
| ba-úš         | 4 ba – 11 uš – 13 Ø                      | MED-dö-3.sg.subj                              | han dör                    |
| ba-hul        | 4 ba – 11 hul – 13 Ø                     | MED-förstöra-3sg.subj                         | han blev förstörd          |
| ba-an-tuku    | 4 ba – 10 n – 11 tuku – 13 Ø             | MED-3.sg.Ag-ha-3sg.obj                        | han tog för sig            |
| igi ba-ši-bar | igi-Ø 4 ba – 8 ši – 10 n – 11 bar – 13 Ø | öga-abs. 3.SA.Pr-TERM-3.Sg.Ag.-rikta-3sg.obj. | riktade sitt öga mot något |

### Ventivprefix /mu/ i slot 3
”Ventivprefixet” anger att handlingen rör sig mot en plats beskriven av det sakförhållande som meddelas eller av ett verbalt tillägg. Framför dativprefixet (slot 6) eller direktivprefixet (slot 9) fungerar det i första person singular som pronominalt suffix (ersättning för slot 5). Den tar formen /m/ före vokal och /b/ samt omedelbart före verbbasen; i alla andra fall tar den formen /mu/, varvid /u/-et assimileras till vokalen i den åtföljande stavelsen.

### Koordinationsprefix /nga/ i slot 2
Detta prefix prefigeras till den sista verbformen i en likordnad kedja av verbformer och har betydelsen ”och även”. Det är alltså en så kallad satskoordinator.

### De modalprefixen i slot 1
I slot 1 står ”negationsprefixet”, ”sekvensprefixet” eller de egentliga ”modalprefixen”.
Negationsprefixet för indikativa (och infinita) verbformer är /nu-/; /u/-et kan assimileras till den följande stavelsen vokal. Framför /ba/ och /bi/ lyder negationsprefixet /la-/ respektive /li-/.
Sekvensprefixet /u-/ uttrycker att verbformen sker senare än den tidigare beskrivna handlingen (”och sedan”). /u/ kan assimileras till nästa stavelses vokal.
Sju prefix i slot 1 beskriver handlingens modalitet och modifierar alltså verbformens neutrala grundbetydelse. Därvid kan talaren antingen modifiera sakförhållandets utsagerealitet (”epistemisk” modalitet: säkert, sannolikt, kanske, säkert inte...) eller beskriva vad som borde göras eller inte göras (”deontisk” modalitet).
Modalprefix i slot 1
| Prefix | Användning | Semantik              | Betydelse                                   |
| ------ | ---------- | --------------------- | ------------------------------------------- |
| ga-    | deontisk   | positiv, endast 1.ps. | jag/vi vill göra                            |
| ha-    | deontisk   | optativ               | måste eller skall göras (uppfyllbar önskan) |
|        | epistemisk | affirmativ            | är möjligt/säkert att                       |
| bara-  | deontisk   | vetitiv               | får inte göras                              |
|        | epistemisk | starkt förnekande     | är säkert att inte                          |
| na(n)- | deontisk   | svagt negativ         | borde inte göras                            |
|        | epistemisk | negativ               | är inte möjligt att                         |
| na-    | epistemisk | positiv               | är verkligen så                             |
| ša-    | epistemisk | positiv               | är verkligen så                             |
| nuš-   | deontisk   | positiv               | borde göras (ouppfyllbar önskan)            |

### Protetiskt /i-/
Det protetiska (framförställda) prefixet ì- uppträder alltid i de situationer där annars endast en ensam konsonant vore prefix eller ordet började med två konsonanter, samt där inget prefix finns, men verbformen ändå ska vara finit.

### Exempel på verbbildning
Vid verbformerna är slotnumret efterställt i morfemanalysen för de enskilda beståndsdelarna. (Slot 0 för det protetiska /ì-/).
| Exempel. | Skrivning             | Morfemuppdelning (med slots) / Analys                                                                                 | Översättning                         |
| -------- | --------------------- | --- | ------------------------------------ |
| 1        | lugal mu-ĝen          | lugal-Ø mu (3) – ĝen (11) – Ø (13) kung-ABS VENT–gå.PRET–3s.SBJ                                                       | kungen kom                           |
| 2        | lugal-e bad ì-in-sè   | lugal-e bad-Ø i (0) – n (10) – seg (11) – Ø (13) kung-ERG mur-ABS PROT-3s.AG-riva ned-3s.OBJ                          | kungen rev ned murarna               |
| 3        | im-ta-sikil-e-ne      | i (0) – m (3) – b (5) – ta (8) – b (10) – sikil (11) – e (12) – ene (13) PROT-VENT-3.SK-ABL-3.SK.OBJ-rengöra.PF-3p.PK | de renar detta här med det           |
| 4        | mu-ra-an-sum          | mu (3) – jr (5) – a (6) – n (10) – sum (11) – Ø (13) VENT-2s-DAT-3.PK.AG-ge.PRET-3.OBJ                                | han gav det till dig                 |
| 5        | mu-na-ab-ús-e         | mu (3) – n (5) – a (6) – b (10) – us (11) – e (12) – Ø (13) VENT-3.PK-DAT-3.PK.OBJ-ålägga-IPFV-3s.PK.AG               | han ålade honom det                  |
| 6        | zú-ĝu10 ma-gig        | zu-ĝu m (3) – Ø (5) – a (6) – gig (11) – Ø (13) tand-1s.POSS VENT-1s-DAT-vara sjuk.PRET-3.SBJ                         | jag har haft ont i tanden            |
| 7        | ki-bi-šè ba-ni-in-ĝar | ki-bi-še ba (4) – ni (9) – n (10) – ĝar (11) – Ø (13) plats-3.SK.POSS-TERM MED-LOC-3.PK.AG-ställa-3.OBJ               | han ställde det på dess plats        |
| 8        | nu-mu-ù-ta-zu         | nu (1) – mu (3) – j (5) – ta (8) – Ø (10) – zu (11) – Ø (13) NEG-VENT-2s-ABL-1s.AG-veta.PRET-3.OBJ                    | jag har inte fått veta det av dig    |
| 9        | ḫé-mu-ù-zu            | ḫe (1) – mu (3) – j (10) – zu (11) – Ø (13) PREK-VENT-2s.AG-veta.PRET-3.OBJ                                           | du måste få veta det!                |
| 10       | ù-na-du11             | u (1) – n (5) – a (6) – j (10) – dug (11) – Ø (13) SEK-3s.PK-DAT-2s.AG-säga.PRET-3.OBJ                                | och sedan har du sagt honom följande |

Förklaring av förkortningarna:
| Förkortning | Förklaring                                             |
| ----------- | ------------------------------------------------------ |
| 1           | Första person                                          |
| 2           | Andra person                                           |
| 3           | Tredje person                                          |
| ABL         | Ablativ                                                |
| AGENS / AG  | Subjekt i transitiva satser (agens)                    |
| DAT         | Dativ                                                  |
| LOC         | Lokativ                                                |
| MED         | Medium                                                 |
| NEG         | Negation                                               |
| OBJ         | direkt objekt (patiens)                                |
| p           | Plural                                                 |
| PF          | Presens-futurum (egentligen imperfektiv; marû)         |
| PK          | Personklass (human)                                    |
| POSS        | Possessivpronomen                                      |
| PREK        | Prekativ                                               |
| PROTH       | protetisk vokal /ì-/                                   |
| PT          | Preteritum (egentligen perfektiv; ḫamṭu)               |
| s           | Singular                                               |
| SBJ         | Subjekt i intransitiva satser                          |
| SEQ         | sekventiell verbform (följande den föregående i tiden) |
| SK          | Sakklass (icke-mänsklig)                               |
| TERM        | Terminativ (kasus)                                     |
| VENT        | Ventiv                                                 |

## Ytterligare former
För framställning av ytterligare verbformer (imperativ, infinita former), användning av andra ordklasser (pronomen, räkneord, konjunktioner) och särskilt sumeriskans syntax hänvisas till den angivna litteraturen.